# 中野サンプラザ
中野サンプラザ（なかのサンプラザ、英語: Nakano Sunplaza）は、東京都中野区の中野駅北西にあった宿泊・音楽等の複合施設。2023年（令和5年）7月2日をもって営業を終え、2024年度（令和6年度）から解体工事と跡地再開発が予定されていたが、2025年6月現在、事実上白紙となっている（後述）。コンサート会場として使われることが多かった。
高さが約92メートルと周辺では目立つ建物であったこともあり、「中野（区）のランドマーク」とみなされていた。

## 沿革
旧労働省所管特殊法人である雇用促進事業団が、雇用保険法に基づいた勤労者福祉施設として陸軍憲兵学校跡地に建設し、1973年（昭和48年）6月1日（金曜日）に正式名称「全国勤労青少年会館」として開業した。労働大臣を務めた倉石忠雄が、「厚生年金会館とか、文化会館などいかにも役所らしい名前はやめるべき。サンシャインとか、プラザ中野とか、ヤングバードとか若者が集まりやすい名前にしたほうがいい」と新しい時代にあったネーミングの必要性を強調、中野サンプラザと名付けられた。
6月2日に行われたNHK交響楽団による開館記念公演が杮落とし公演となる。中野駅北口から至近距離であったこともあり、施設運営は当初から黒字だった。
公益事業であり営利を求められた施設ではなかったが、利益が見込める施設として民間への譲渡が求められ、勤労者福祉施設の廃止に伴い売却が決定された。地元の中野区と金融機関・企業等が出資して設立された所有会社「株式会社まちづくり中野21」に52億9987万円で2004年（平成16年）11月に売却された。運営は並行して設立された「株式会社中野サンプラザ」が行うとされ、2004年（平成16年）12月より運営を開始した。以後、中野サンプラザは文化複合施設としてホテル・結婚式会場の運営、カルチャーセンターの開催、スポーツ施設の運営などを行ないつつ、コンサート会場・大規模イベントホールとしても引き続き利用した。
若者文化のサブカルチャー発信地としての知名度も高く、東京都内では日比谷野外音楽堂や日本武道館と並び、大規模なコンサート会場としても著名な施設でもあった。
雇用推進事業を柱とする若者の職業相談を担当する「サンプラザ相談センター」は2003年（平成15年）に閉鎖された。図書室などの併設施設も民営化に伴い閉鎖された。

### 施設建て替えに向けた閉館
2018年（平成30年）9月11日、中野区長の酒井直人は「中野駅周辺各地区の整備と密接に関連していることを考慮し、施設の再整備に向けて検討を進める」「現在の（中野サンプラザ）施設の歴史やブランド、形状などのDNAを引き継ぐ」として中野サンプラザを建て替える方針を明らかにした。
2020年（令和2年）2月6日、酒井は、中野サンプラザの解体跡地に建設する複合施設の事業スケジュールや民間事業者の選定方法を発表した。2020年10月までに「公募型プロポーザル方式」で事業者を決定。5月から事業者からの提案を受付け、7月から提案内容を検討し、10月に事業者を決定した。新施設の完成は、2028年度を目指した。新施設の主な内容は、7000人収容できるイベントホール、商業施設、オフィス、ホテルなどを備える計画だった。2021年1月29日、中野区は中野サンプラザも含めた中野駅新北口駅前エリア再整備事業のデベロッパー選定結果を発表し、野村不動産を代表とするグループが選ばれた。両者は2021年5月6日に基本協定書を締結した（建設費高騰を理由に2025年3月に解除。後述）。
2023年（令和5年）7月2日をもって旧施設（現施設）の中野サンプラザは閉館。それに先立つ5月3日から閉館日である7月2日まで、日毎にジャンルの垣根を超えて様々なアーティストがライブを行う音楽祭「さよなら中野サンプラザ音楽祭」が企画され、初日となる5月3日には、歌手としても活動している声優の寿美菜子と豊崎愛生がライブを行った。閉館日である7月2日は、山下達郎のホールツアー「PERFORMANCE 2023」が最終の公演となった（元トライアングル・プロダクション所属かつ元トロワ所属の大場佳文（YouTubeチャンネルではジャンモンド名義）らにより閉館当日の昼～閉館時刻にかけて建物内外の様子が撮影され、中野サンプラザの地下1階にあった音楽スタジオ「BASS ON TOP」でレコーディングした「中野物語」という音源をBGMとしてYouTubeで公開されている）。

### 閉館後
正式な閉館日は2023年（令和5年）7月2日であるが、同年7月15日-7月17日に閉館済みの旧施設を特別に再開放して入場無料の「さよなら中野サンプラザ感謝祭」を開催した。区民感謝祭という位置づけで行われ、区民団体がコンサートホールでパフォーマンスを披露した。また7月17日の屋外ステージではサンプラザ中野くんとパッパラー河合が登場し、パフォーマンスを披露した。
館内営業終了後もサンプラザ前広場はイベントに使われたが、中野消防署恒例の「青空コンサート」が2023年11月15日に従来会場としては最終開催となるなど解体工事に向けた準備が進められた。
翌2024年（令和6年）3月22日-24日には、正面にプロジェクションマッピング投影が行なわれた。同年7月16日には中野区が外観と内部の3Dスキャンデータを、オープンデータとして無償公開した。クリエイティブ・コモンズ（CC-BY4.0）に準拠しており、中野区のクレジット表示さえあれば、商用・営利目的を含めて自由にデータを改変、複製、再配布できる。
同年10月1日から12月22日までの日程で、中野区立歴史民俗資料館において企画展（その名は「中野サンプラザ」）が開催された。

### 再開発計画
跡地には超高層ビルの複合施設であるNAKANOサンプラザシティの建設計画が存在していたが、2025年6月に白紙撤回された。

## 施設概要
敷地面積は約1ha、海抜121m（地上高92m）で、地上20階、地下3階である。大小2つの三角積木を合わせて置いたようなデザインを有する。
- コンサートホール（1 - 4階、2,222席）：優良ホール100選に選ばれている。
- 結婚式場（6階）
- 研修室（7・8階）
- テニスコート（8階）
- レンタルオフィス（9階）
- 宴会場（10 - 15階）
- ホテル（16 - 19階）
- レストラン（20階）
- フィットネススタジオ、リハーサル＆レコーディングスタジオ（地下1階）
- プール（地下2階）
- ボウリング場（地下2階）
- インターネットカフェ（MB階）
- フラワーショップ（MB階）

正面前広場は、東日本大震災で被災した東北地方の復興支援や、沖縄県の物産販売や芸能披露を行う「チャンプルーフェスタ」など、イベント会場としてしばしば使われる。

## 運営企業
中野サンプラザの運営は、株式会社中野サンプラザ（なかのサンプラザ、英:Nakano Sunplaza INC.）によって行われていた。

### 会社概要
2004年（平成16年）12月より中野サンプラザの運営を開始し、文化複合施設としてホテル・結婚式会場の運営、カルチャーセンターの開催、スポーツ施設の運営などを担った。コンサート会場・大規模イベントホールとしての運営も行っていた。施設閉鎖に伴い、2024年5月に会社清算・消滅した。

### 組織図
- 代表取締役会長：金野 晃[25]
- 代表取締役社長：佐藤 章[25]
- 総名誉料理長：八重樫 孝[26]
- 執行役：大濱 誠[27]
- 執行役：渡邉 武雄
- 総料理長：藤田 次雄[26]

## ギャラリー

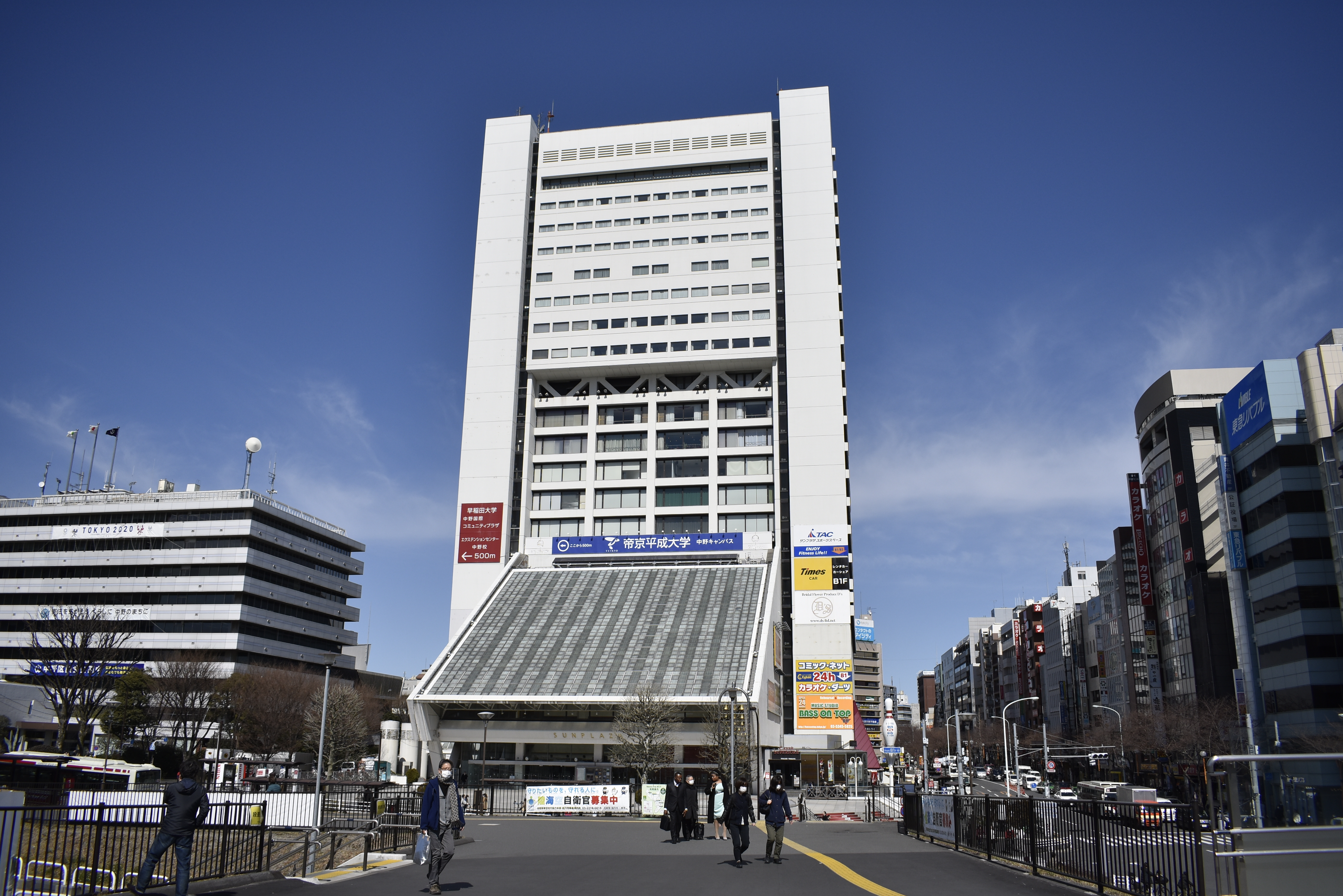
南側外観
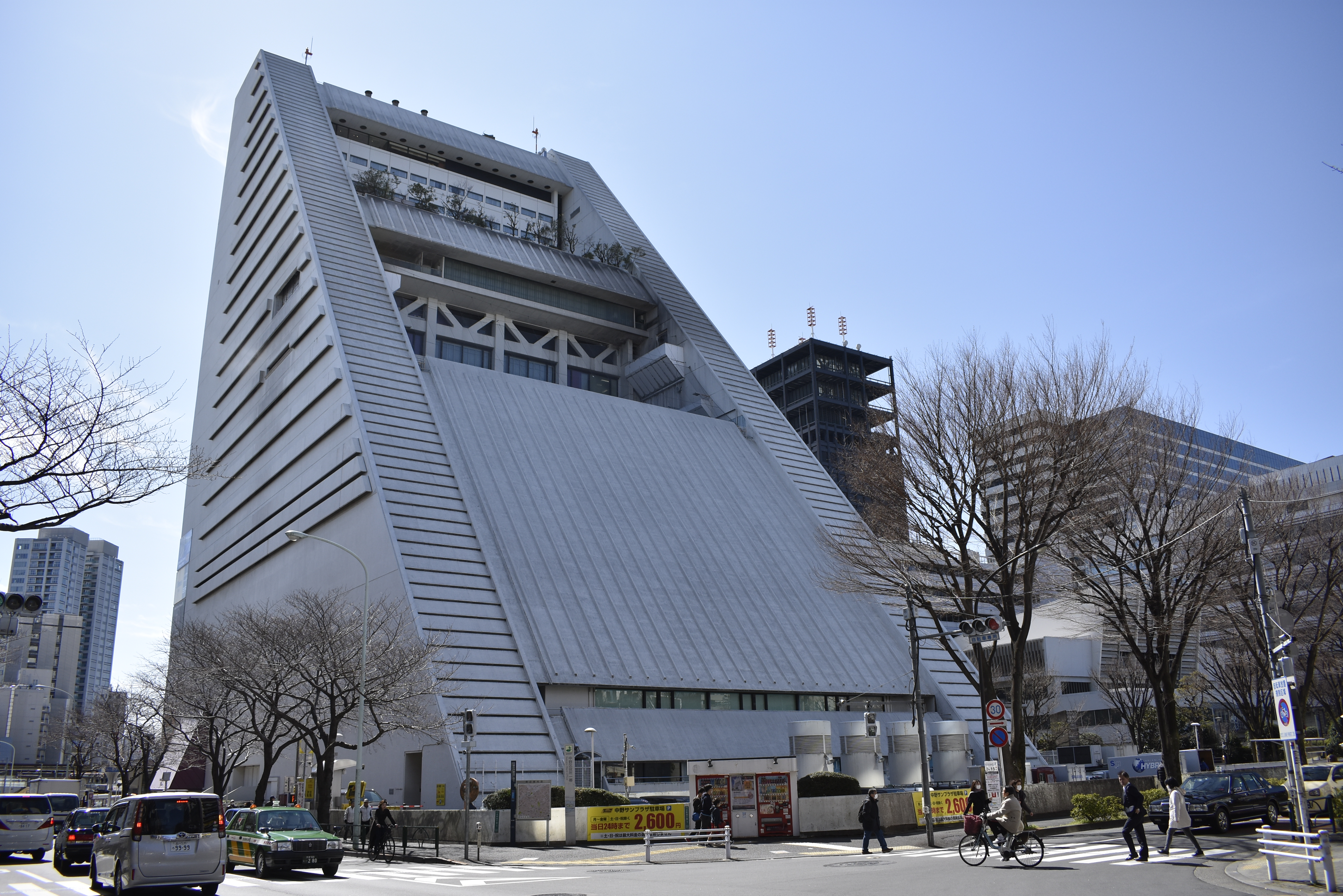
北側外観
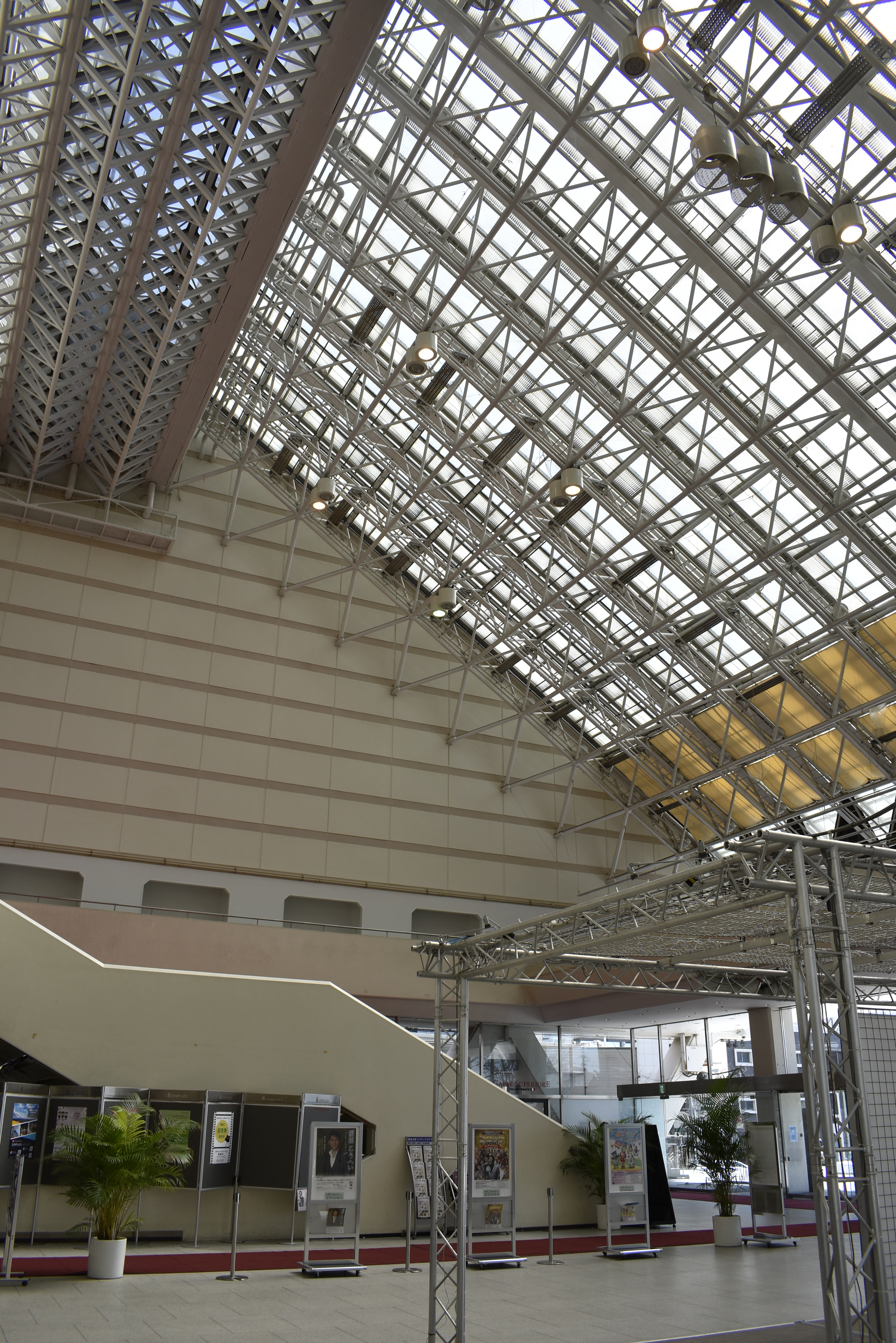
1階アトリウム側面
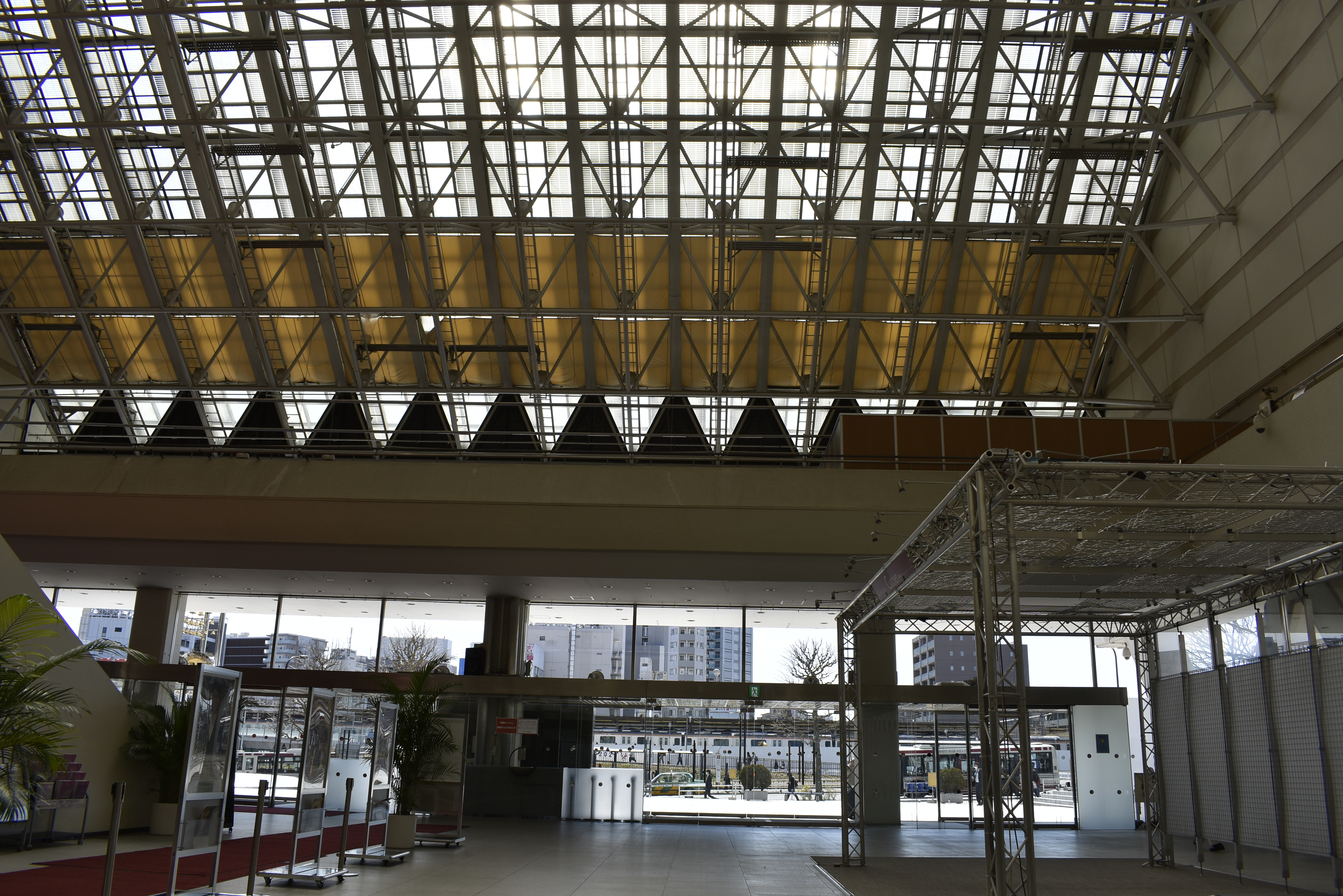
1階アトリウム南面
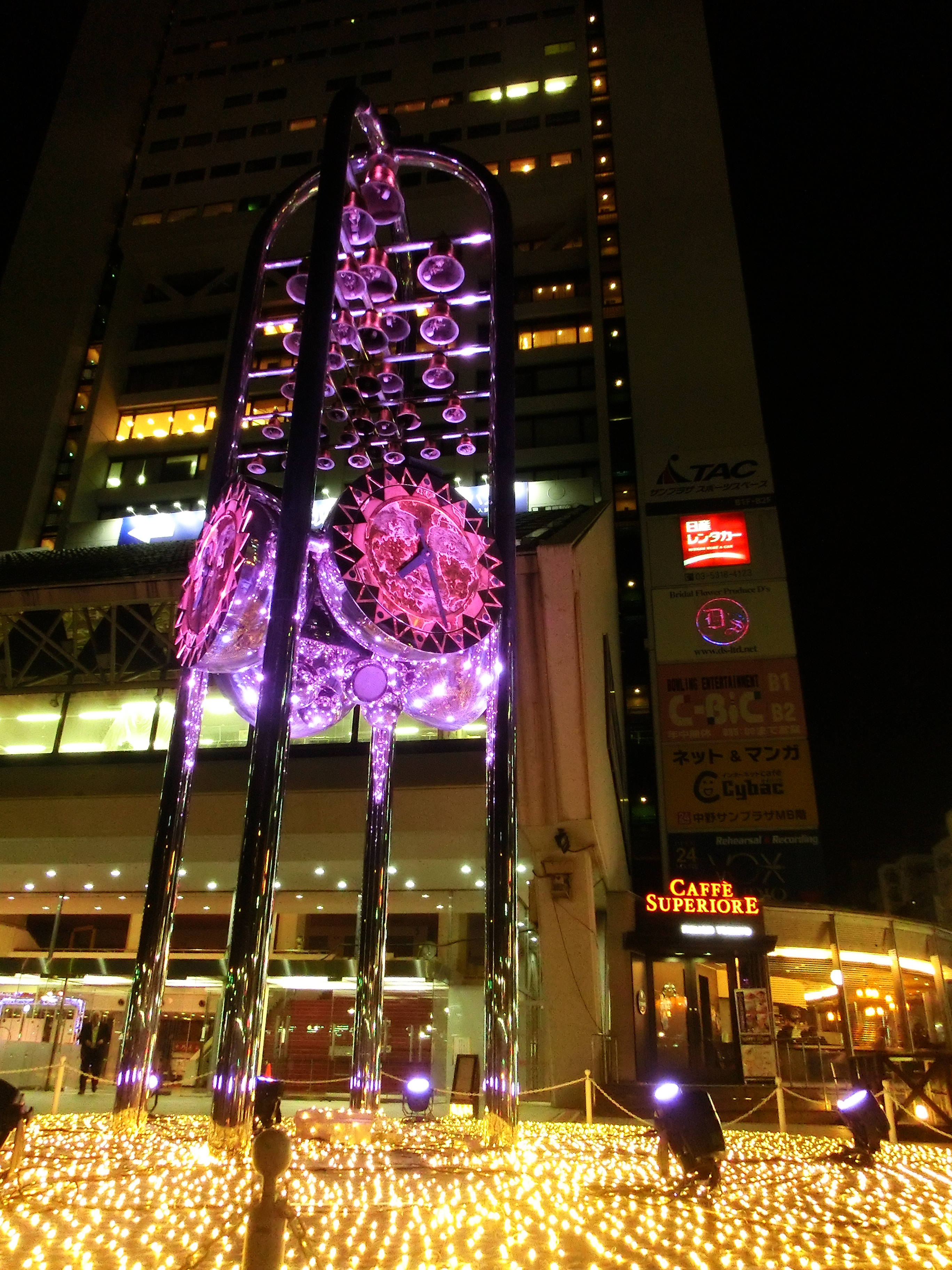
中野サンプラザ入口にある時計台（カリヨン時計）。クリスマス前後にはイルミネーションされている。
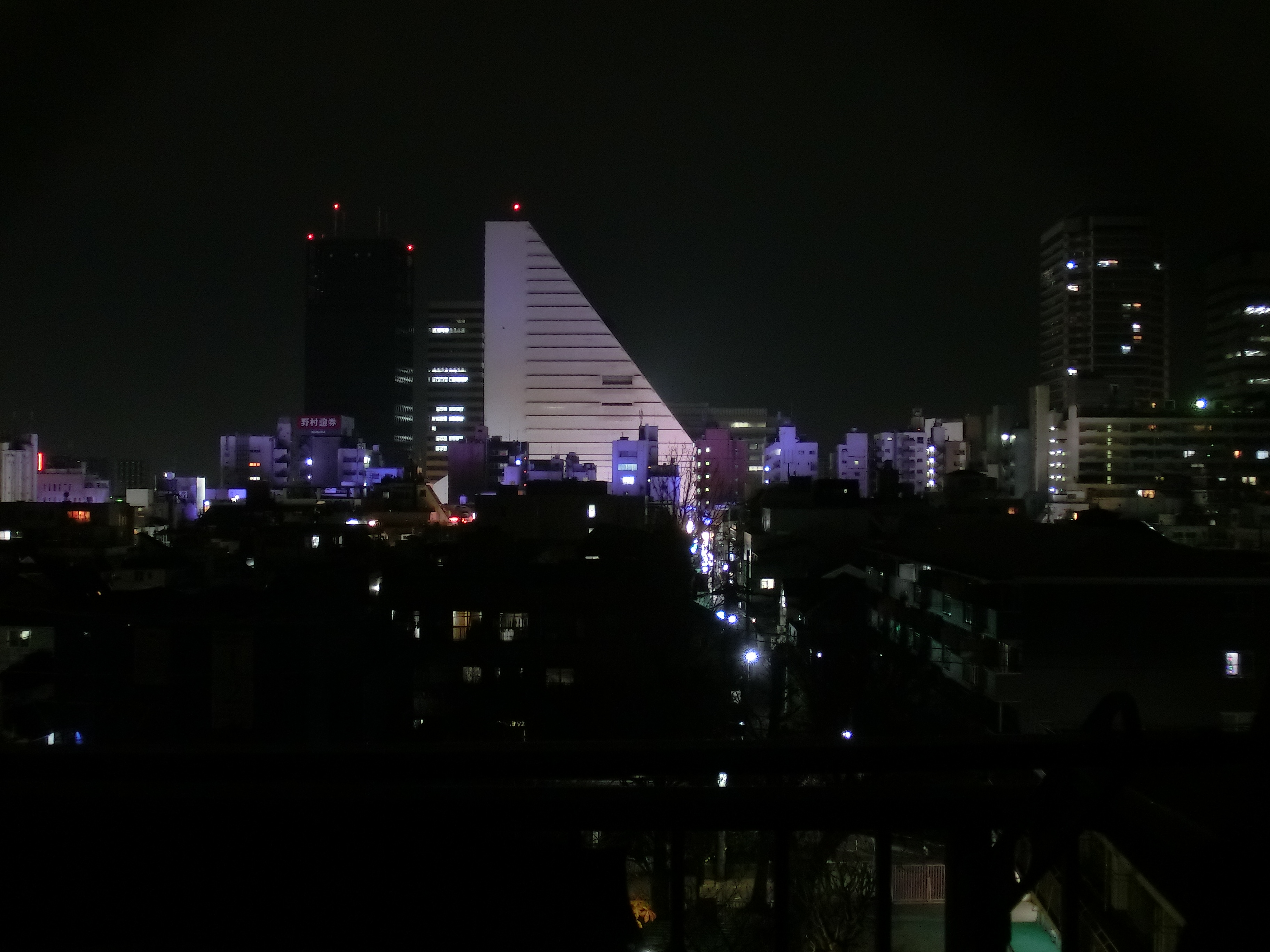
クリスマス前後の中野サンモールのイルミネーションの光に照らされた中野サンプラザ。北東方向より。